# Доня-Ягодина
Доня-Ягодина (серб. Доња Јагодина / Donja Jagodina) — село в общине Вишеград Республики Сербской Боснии и Герцеговины. Население составляет 81 человек по переписи 2013 года.

## Население[3]
По данным на 1991 год, в селе проживали 108 человек, из них:
- 71 — сербы,
- 33 — бошняки,
- 3 — югославы,
- 1 — хорват.